# Изобата

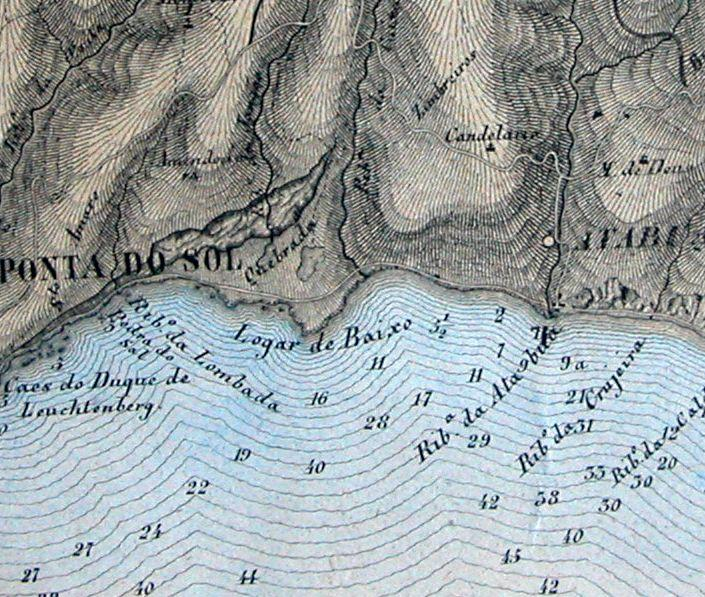
Изобаты на фрагменте карты побережья Мадейры, 1867 год

Изоба́та — изолиния на географической карте или плане, соединяющая точки одинаковых глубин водоёма (озера, моря).
Часто области между соседними изобатами окрашены в те или иные оттенки синего цвета, причём более светлые области соответствуют меньшим глубинам.
Точка отсчёта глубины выбирается в зависимости от типа водоёма:
- для бесприливных морей ноль — это средний уровень моря;
- для морей с приливами и отливами за нулевой уровень берётся минимальный уровень воды (при максимальном отливе);
- для озёр, рек, прочих изолированных водоёмов точкой отсчёта служит условный ноль, определяемый по футштоку.